# Crati
Crati je řeka na jihu Itálie. S délkou 91 (bývá uváděno i 93) kilometrů a rozlohou povodí 2440 km² je největším vodním tokem Kalábrie. Pramení pod horou Timpone Bruno v pohoří Sila, nedaleko městečka Aprigliano. Její tok zpočátku směřuje západním směrem, protéká Cosenzou, kde se obrací k severu. U města Spezzano Albanese mění směr zpět k východu a vlévá se nedaleko Corigliano Calabro do Tarentského zálivu Jónského moře.
Významnými přítoky Crati jsou Busento a Coscile zleva a Mucone zprava. Na horním toku je prudkou horskou řekou, nížina podél dolního toku je díky příznivému klimatu úrodnou zemědělskou oblastí, kde se pěstuje pšenice, rajčata, broskvoně, réva vinná a olivovníky. Na řece byla v roce 1959 postavena přehrada s hydroelektrárnou Lago di Tarsia, pojmenovaná podle blízké vesnice, ústí do moře je od roku 1990 přírodní rezervací Foce del Crati.
Název řeky je odvozen z řeckého Krathis (Κρᾶθις) podle stejnojmenné řeky na Peloponésu. Na pláni mezi jejím dolním tokem a řekou Coscile (antická Σύβαρις, původně se vlévala do moře, později vlivem sedimentace změnila tok a stala se přítokem Crati) leželo významné starověké město Sybaris. O Krathis se ve svých dílech zmiňují Lykofrón a Eurípidés, zeměpisec Strabón uvádí, že když krotónští dobyli a vypálili roku 510 před naším letopočtem Sybaris, změnili tok řeky, aby zaplavil ruiny města a nezbyla po něm ani památka.